# 裴殷
裴殷（A.Lin，1988年12月1日—），香港模特兒。先後參與多個廣告拍攝，也曾參與多位歌手MV拍攝。跨界影視拍攝參與青春偶像電影《很想和你在一起》，音樂舞台劇《再見理想》等。

## 演出作品

### 電視劇
- 2010年：《香港Go Go Go》 （亞洲電視）

### 電視節目
- 2009年：《美女廚房 (第二輯)》（無綫電視）
- 2009年：《無敵獎門人惡鬥美女廚房》（無綫電視）
- 2010年：《千奇百趣Summer Fun》（無綫電視）
- 2011年：《11點後特區》（亞洲電視）

### 電影
- 2009年：《很想和你在一起》飾 麗文
- 2010年：《惡胎》飾 女護士
- 2010年：《殭屍新戰士》飾 阿蓮
- 2010年：《熱浪球愛戰》
- 2015年：《花街柳巷》飾 思思

### 舞台劇
- 2008年：《再見理想Beyond》
- 2009年：《我愛萬人迷》
- 2009年：《櫻桃小丸子之灰姑娘音樂劇》 聲演 野口同學

### 寫真集
- 2009年：《Girls Look Book Vol 1》
- 2010年：《Kiss EnougH》 Sugar Beez - A Lin &    Dada

### 廣告
- KFC 蜜蜜歎燒雞大餐（電視廣告）
- Head & Shoulders（電視廣告）
- TVB 2006年聖誕節廣告（電視廣告）
- Latacyd 女性衛生潔膚液（電視廣告）
- 嘉頓雪芳蛋糕（電視廣告）
- 綠色生活飲食篇（電視廣告）
- Sato眼藥水（平面廣告）
- Pantax（平面廣告）
- Vaseline（平面廣告）
- X-Box 360（平面廣告）
- Sony Ericsson T707（平面廣告）
- Samsung Mirror ST550（平面廣告）
- 反斗西遊 Online（電視及平面廣告）
- 詩琳集團 （電視及平面廣告）
- Smile Whitener amp（平面廣告）

### 音樂錄影帶
- 方力申：《大細心》
- 關智斌：《白木屋》、《代表作》
- 陳奕迅：《於心有愧》
- 陳柏宇：《逸後》

## 外部連結
- Angie朱丽玲的新浪微博
- 裴殷的Instagram帳戶
- Angie朱丽玲的新浪博客
- ALiveNotDead Blog
- A. Lin真名朱麗玲（页面存档备份，存于）